# 騎師王

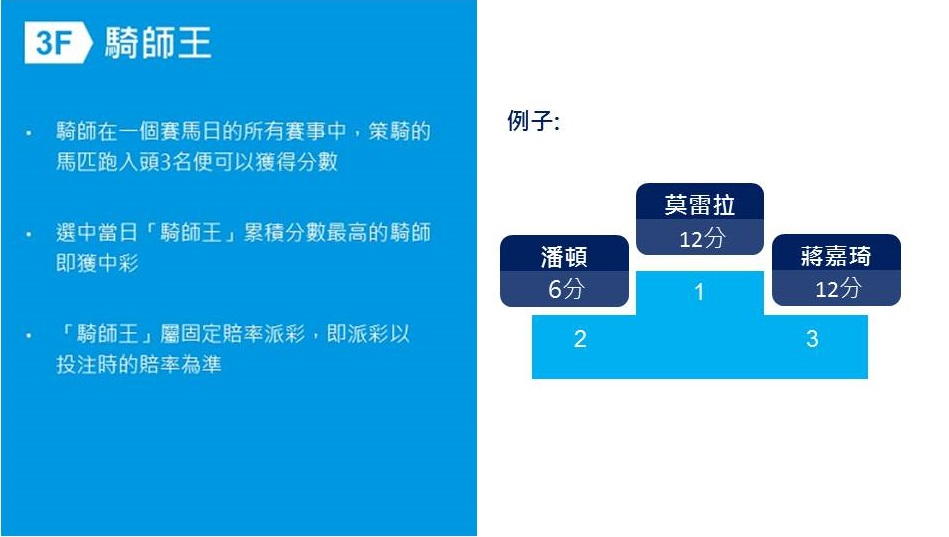
騎師王

騎師王以騎師為投注對象，是香港賽馬中首個固定賠率的投注種類。香港馬會賽馬博彩有限公司於2008年4月20日賽馬日推出，是香港賽馬會接受的一個投注彩池，投注者需選中賽馬日獲得最高分數的一位騎師，有關計分方法詳情見下。

## 投注金額
- 每注最低投注金額為港幣$10
- 每注最高投注金額為港幣$50,000

騎師王注項不適用於『回扣』

## 投注方式
每個賽馬日中，所有參賽騎師均會被編配為1至14號，當中十三位騎師會被列入編號1至13，而餘下的騎師則全部歸納為14號的「其他騎師」。 選中整個賽馬日最高「騎師王」累積分數的騎師，即獲中彩。「騎師王」採取固定賠率投注方式，若投注者中彩，其派彩將會以下注時的賠率計算，即使其後賠率出現變化，投注者仍可取得下注賠率的派彩，與現時香港賽馬，根據最終賠率作派彩的形式有別。
國際騎師錦標賽 通常安排於週三跑馬地夜馬賽事日舉行，當日的「騎師王」玩法較為特別，只計算12位參加騎師於指定四關賽事中的成績，自2015年起騎師王於當日的截止受注時間為第三關的開跑前。

## 計分方法
於每場賽馬中，勝出頭馬的騎師可獲12分，取得第二名的可獲6分，第三名則獲4分，其餘位置不設分數。選中全日所有賽事中獲得最高積分騎師的注項，可贏得派彩彩金。
多於一名騎師於當日賽事總分同分則順序比較一、二、三、四名的次數，如仍然相同則視為同時勝出，彩金將會以原彩金除以勝出的騎師數目計算（在這情況下，有機會出現派彩少於本金的情況）。
若該騎師於當日賽事曾出賽後才退出，則投注仍視為有效．相反若未曾出賽而退出，則可獲退款可以入閘。為解決退出後易配騎師的問題，由19/04/2009賽事日開始，騎師王分數不會分配給騎師王開售後的易配騎師。如賽事出現平頭勝出情況時，騎師王將按照以下情況計算分數：
|                                | 第一名 | 第二名 | 第三名 |
| ------------------------------ | ------ | ------ | ------ |
| 平頭第一名 (兩匹)              | 各 9   | 不設   | 4      |
| 平頭第一名 (三匹)              | 各 7.3 | 不設   | 不設   |
| 平頭第二名 (兩匹)              | 12     | 各 5   | 不設   |
| 平頭第二名 (三匹)              | 12     | 各 3.3 | 不設   |
| 平頭第三名 (兩匹)              | 12     | 6      | 各 2   |
| 平頭第三名 (三匹)              | 12     | 6      | 各 1.3 |
| 平頭 第一名(兩匹) 第三名(兩匹) | 各 9   | 不設   | 各 2   |

## 賠率
「騎師王」採取固定賠率投注方式，如果投注者勝出，其派彩將會以下注時的賠率計算，即使其後賠率出現變化，投注者仍可取得下注賠率的派彩，與現時香港賽馬，根據最終賠率作派彩的形式有別。

## 受注時間
「騎師王」設有即場投注，開始受注時間為賽前一天下午5時，於賽事進行期間直到前一場次覆磅完畢後暫停受注，原則上當日最後兩場賽事開跑前截止。日馬及黃昏馬截止受注時間為第9場或第10場（如當日有11場本地賽事）開跑前，夜馬則為第7場或第8場（如當日有9場本地賽事）開跑前。

## 騎師王最高分數紀錄
5/3/2017莫雷拉單日取得8個冠軍，得96分破紀錄成為騎師王 

## 騎師王退款
由2008年彩池成立至2022年7月為止，如有騎師在未有策騎任何賽事下退下火線，而該騎師王賠率為五倍以下，所有騎師王注項可獲退款。不過自2022-23年馬季開始，設置後備彩池，如上述事件發生，「騎師王1」所有注項退款，並於短時間內開設「騎師王2」彩池，2022年11月30日賽事首次使用「騎師王2」彩池派彩。若「騎師王2」出現上述情況，則開設「騎師王3」彩池，如此類推，直到香港賽事第一場開跑為止。
2024年11月13日跑馬地夜賽，受颱風桃芝影響，香港天文台於原當日晚上11時10分發出八號烈風或暴風信號，香港賽馬會決定於當日晚上9時10分舉行第六場賽事後，取消餘下三場賽事。當日的騎師王以及練馬師王宣佈全數退款 。

## 參看
- 練馬師王

## 外部連結
- 香港賽馬會的官方網站 （页面存档备份，存于）

## 資料來源
1. ↑  固定賠率投注種類 http://special.hkjc.com/racing/info/ch/betting/guide_qualifications_fixed.asp （页面存档备份，存于）
2. ↑  「騎師王」固定賠率賽馬投注種類 四月二十日賽馬日推出[http://junmong.scmp.com/freeservice/HKJCnews/hkjc/clubnews10042008.htm （页面存档备份，存于）
3. ↑  回扣的意思 http://special.hkjc.com/racing/info/ch/betting/guide_rebate.asp （页面存档备份，存于）
4. ↑  2015年騎師王截止受注時間 http://www.hkjc.com/chinese/corporate/racing_news_item.asp?in_file=/chinese/news/2015-12/news_2015120300946.html （页面存档备份，存于）
5. ↑   (PDF). （原始内容存档 (PDF)于2017-03-16）. （页面存档备份，存于）
6. ↑  「雷神」破馬會百年紀錄　單日贏8場頭馬 http://topick.hket.com/article/1689549/%E3%80%8C%E9%9B%B7%E7%A5%9E%E3%80%8D%E7%A0%B4%E9%A6%AC%E6%9C%83%E7%99%BE%E5%B9%B4%E7%B4%80%E9%8C%84%E3%80%80%E5%96%AE%E6%97%A5%E8%B4%8F8%E5%A0%B4%E9%A0%AD%E9%A6%AC （页面存档备份，存于）
7. ↑  潘頓身體不適退出，所有騎師王投注退款　http://std.stheadline.com/daily/news-content.php?id=1565979&target=2 （页面存档备份，存于）
8. ↑  .   [2023-06-08]. （原始内容存档于2023-06-09）. （页面存档备份，存于）